# Парламент Ямайки
Парламент Ямайки (англ. Parliament of Jamaica) — законодавчий орган Ямайки. Парламент Ямайки є двопалатним.
Верхня палата — Сенат Ямайки. Вона складається з 21 сенатора, яких призначає генерал-губернатор Ямайки і затверджує прем'єр-міністр. Нижня палата — Палата представників Ямайки, це 63 парламентаря. Члени палати представників обираються голосуванням строком на 5 років.
Парламент засідає в «Будинку Гордона», розташованому за адресою 81 Duke Street, Kingston. Будинок був побудований у 1960 році і отримав назву в пам'ять про ямайського патріота Джорджа Вільяма Гордона.